# Lista do Patrimônio Mundial em Barbados
A Organização das Nações Unidas para a Educação, a Ciência e a Cultura (UNESCO) propôs um plano de proteção aos bens culturais do mundo, através do Comité sobre a Proteção do Património Mundial Cultural e Natural, aprovado em 1972. Esta é uma lista do Patrimônio Mundial existente em Barbados, especificamente classificada pela UNESCO e elaborada de acordo com dez principais critérios cujos pontos são julgados por especialistas na área. Barbados, país do Mar do Caribe, ratificou a convenção em 9 de abril de 2002, tornando seus locais históricos elegíveis para inclusão na lista.
O sítio Centro Histórico de Bridgetown e a sua guarnição militar foi o primeiro local de Barbados incluído na lista do Patrimônio Mundial da UNESCO por ocasião da 35ª Sessão do Comitè do Património Mundial, realizada em Paris (França) em 2011. Desde então, este bem de classificação Cultural permanece como o único sítio de Barbados classificado como Patrimônio da Humanidade. 

## Bens culturais e naturais
Barbados conta atualmente com os seguintes lugares declarados como Patrimônio da Humanidade pela UNESCO:
| | Centro Histórico de Bridgetown e a sua guarnição militar |
| Bem cultural inscrito em 2011. |                                                          |
| Localização: Saint Michael |                                                          |
| É um excelente exemplo da arquitetura colonial britânica. É uma cidade antiga bem preservada, construída nos séculos XVII, XVIII e XIX, testemunhando o desenvolvimento do império colonial britânico do Atlântico. O local também inclui uma guarnição militar próxima com vários edifícios históricos. A distribuição das ruas da cidade, em forma de serpentina, mostra uma forma de planejamento urbano diferente de outras cidades coloniais da região construídas por espanhóis e holandeses, que correspondem a planos ortogonais. (UNESCO/BPI) |                                                          |

## Lista Indicativa
Em adição aos sítios inscritos na Lista do Patrimônio Mundial, os Estados-membros podem manter uma lista de sítios que pretendam nomear para a Lista de Patrimônio Mundial, sendo somente aceitas as candidaturas de locais que já constarem desta lista. Desde 2014, Barbados apresenta 2 locais na sua Lista Indicativa.
| Sítio                                                              | Imagem | Localização               | Ano  | Dados UNESCO            | Descrição |
| ------------------------------------------------------------------ | ------ | ------------------------- | ---- | ----------------------- | --- |
| Scotland District, Barbados                                        |        | Saint John / Saint Philip | 2005 | Natural                 | Esta propriedade indicada é caracterizada por elementos geológicos e biológicas distintos no distrito Scotland District. Barbados fica isolado no Mar do Caribe próximo às Ilhas de Barlavento das Pequenas Antilhas, sendo constituído essencialmente por rochas vulcânicas e sedimentares que são cobertas por planos de rochas carbonáticas. |
| O patrimônio industrial de Barbados: a história do açúcar e do rum |        | Saint John                | 2014 | Cultural: (ii)(iii)(vi) | A propriedade proposta inclui edifícios e áreas pastoris representativos do cultivo e processamento do açúcar, rotas marítimas e terrestres e acomodações residenciais para as populações coloniais e latifundiárias. São evidência material de um período em que a região foi ponto central da cultura açucareira desde o século XVII.         |